# 南港镇 (上高县)
南港镇，是中华人民共和国江西省宜春市上高县下辖的一个乡镇级行政单位。

## 行政区划
南港镇下辖以下地区：
南港社区、南港村、梅沙村、小坪村、茶岭村、前进村、长坑村、员山村、大窝里村、庙前村、萤火直属生产队和蒙山林场生活区。